# Lista de prêmios e indicações recebidos por B.A.P
B.A.P, uma boy band de seis integrantes da Coreia do Sul, ganhou vários prêmios e reconhecimento desde a sua estréia em 2012. Em seu ano de estréia, eles lançaram três álbuns individuais, um EP, e um repackage; em 2013, eles lançaram um EP, e finalmente, em 2014, um álbum de estúdio completo.

## Principais prêmios

### Asia Artist Awards
| Ano  | Categoria                                             | Destinatário | Resultado | Ref.  |
| ---- | ----------------------------------------------------- | ------------ | --------- | ----- |
| 2016 | Best Entertainer Award (Categoria de grupo masculino) | B.A.P        | Venceu    | [ 1 ] |

### Gaon Chart K-Pop Awards
| Ano  | Categoria        | Destinatário | Resultado |
| ---- | ---------------- | ------------ | --------- |
| 2012 | Best Male Rookie | B.A.P        | Venceu    |
| 2013 | World Rookie     | B.A.P        | Venceu    |
| 2015 | Hot Trend Award  | B.A.P        | Venceu    |

### Golden Disc Awards
| Ano  | Categoria                  | Destinatário | Resultado |
| ---- | -------------------------- | ------------ | --------- |
| 2012 | Popularity Award           | B.A.P        | Indicado  |
| 2012 | New Artist Award (Digital) | B.A.P        | Venceu    |
| 2012 | Single Album Award         | B.A.P        | Indicado  |
| 2013 | Digital Bonsang            | Badman       | Indicado  |
| 2013 | Popularity Award           | B.A.P        | Indicado  |

### Melon Music Awards
| Ano  | Categoria          | Destinatário | Resultado | Ref.  |
| ---- | ------------------ | ------------ | --------- | ----- |
| 2012 | Rookie of the Year | B.A.P        | Venceu    | [ 2 ] |

### Mnet Asian Music Awards
| Ano  | Categoria              | Destinatário | Resultado |
| ---- | ---------------------- | ------------ | --------- |
| 2012 | Mnet PD's Choice Award | B.A.P        | Venceu    |
| 2012 | Best New Male Artist   | B.A.P        | Indicado  |
| 2012 | Artist of the Year     | B.A.P        | Indicado  |

### Seoul Music Awards
| Ano  | Categoria        | Destinatário | Resultado |
| ---- | ---------------- | ------------ | --------- |
| 2012 | Best New Artist  | B.A.P        | Venceu    |
| 2013 | Bonsang Award    | One Shot     | Venceu    |
| 2013 | Popularity Award | B.A.P        | Indicado  |

### Soribada Best K-Music Awards
| Ano  | Categoria     | Destinatário | Resultado |
| ---- | ------------- | ------------ | --------- |
| 2017 | Bonsang Award | B.A.P        | Venceu    |

### MTV Europe Music Awards
| Ano  | Categoria                | Destinatário | Resultado |
| ---- | ------------------------ | ------------ | --------- |
| 2013 | Best Korean Act          | B.A.P        | Indicado  |
| 2014 | Best Korean Act          | B.A.P        | Venceu    |
| 2014 | Best Japan and Korea Act | B.A.P        | Venceu    |
| 2014 | Best Worldwide Act       | B.A.P        | Indicado  |
| 2016 | Best Korean Act          | B.A.P        | Venceu    |

### Japan Gold Disc Awards
| Ano  | Categoria          | Destinatário | Resultado |
| ---- | ------------------ | ------------ | --------- |
| 2014 | Best New Artist    | B.A.P        | Venceu    |
| 2014 | Best 3 New Artists | B.A.P        | Venceu    |

## Outros prêmios

### Coreia
| Ano                                       | Trabalho Nomeado/Artista | Prêmio                 | Resultado |
| ----------------------------------------- | ------------------------ | ---------------------- | --------- |
| Arirang Simply Kpop                       |                          |                        |           |
| 2012                                      | B.A.P                    | 2012 Super Rookie Idol | Venceu    |
| SBS MTV Best of Best                      |                          |                        |           |
| 2012                                      | B.A.P                    | Best New Artist        | Venceu    |
| 2012                                      | Power                    | Best Dance Video       | Indicado  |
| 2013                                      | B.A.P                    | Best Male Group        | Indicado  |
| Show Champion Awards                      |                          |                        |           |
| 2012                                      | B.A.P                    | Best New Male Artist   | Venceu    |
| 2012                                      | B.A.P                    | Most Appearances       | Venceu    |
| 2012                                      | B.A.P                    | Best Audience Moment   | Venceu    |
| Yin Yue Tai's V-Chart Awards              |                          |                        |           |
| 2013                                      | B.A.P                    | Best New Artist        | Venceu    |
| Creative Brand Awards                     |                          |                        |           |
| 2013                                      | B.A.P                    | Entertainment Award    | Venceu    |
| Korean Cultural Entertainment Grant Prize |                          |                        |           |
| 2017                                      | B.A.P                    | K-Pop Star Award       | Venceu    |

### Internacional
| Ano                          | Trabalho Nomeado/Artista | Prêmio                        | Resultado |
| ---------------------------- | ------------------------ | ----------------------------- | --------- |
| Jpop Asia Music Awards       |                          |                               |           |
| 2012                         | B.A.P                    | New Artist/Band of 2012       | Venceu    |
| 2012                         | B.A.P                    | Most Promising Artist/Band    | Venceu    |
| Yin Yue Tai's V-Chart Awards |                          |                               |           |
| 2013                         | B.A.P                    | Best New Artist               | Venceu    |
| Golden Disk Awards Taiwan    |                          |                               |           |
| 2013                         | One Shot                 | Vendendo mais de 5.000 cópias | Venceu    |

## Programas de música

### Show Champion
| Ano  | Data            | Canção         |
| ---- | --------------- | -------------- |
| 2014 | 12 de Fevereiro | "1004 (Angel)" |

### Music Bank
| Ano  | Data            | Canção               |
| ---- | --------------- | -------------------- |
| 2014 | 14 de Fevereiro | "1004 (Angel)"       |
| 2015 | 27 de Novembro  | "Young, Wild & Free" |

### Inkigayo
| Ano  | Data            | Canção         |
| ---- | --------------- | -------------- |
| 2014 | 16 de Fevereiro | "1004 (Angel)" |

### The Show
| Ano  | Data           | Canção               |
| ---- | -------------- | -------------------- |
| 2015 | 1 de Dezembro  | "Young, Wild & Free" |
| 2016 | 8 de Março     | "Feel So Good"       |
| 2016 | 22 de Novembro | "SkyDive"            |